# Ignacy Woronicz
Ignacy Woronicz herbu Pawęża (zm. 10 lipca 1780 w  Dubnie) – stolnik żytomierski w latach 1763–1770, miecznik owrucki w latach 1744–1763, skarbnik kijowski w latach 1735–1736, sędzia grodzki żytomierski, rotmistrz królewski, regimentarz Partii Ukraińskiej w 1765 roku, porucznik chorągwi pancernej wojewody kijowskiego Woronicza w Pułku Najjaśniejszego Królewicza Fryderyka w 1760 roku. 